# Sigma Ceti
Sigma Ceti (σ Cet / 76 Ceti / HD 15798) es una estrella en la constelación de Cetus, el monstruo marino, de magnitud aparente +4,75. Se encuentra a 84 años luz de distancia del sistema solar.
Sigma Ceti es una estrella blanco-amarilla de la secuencia principal de tipo espectral F5V.
Es semejante a α Chamaeleontis o Anwar al Farkadain (η Ursae Minoris), con una temperatura efectiva de 6307 K y una luminosidad 7,3 veces mayor que la luminosidad solar.
Su elevada luminosidad —el doble de la de 6 Ceti por ejemplo, estrella F5V en esta misma constelación— sugiere que puede estar entrando en la fase de subgigante.
Su composición química difiere de la del Sol; así, la abundancia relativa de hierro —utilizada habitualmente como medida de la metalicidad de una estrella— es un 55% de la solar. Esta misma tendencia se observa en el contenido de otros elementos como magnesio, azufre y silicio.
La masa de Sigma Ceti es un 33% mayor que la masa solar y tiene una edad aproximada de 3000 - 3100 millones de años —aunque otra fuente la asigna una edad notablemente inferior de 2300 millones de años—.
Su velocidad de rotación proyectada es de 4,6 km/s.